# Kazuki Someya
Kazuki Someya (染矢 一樹 Someya Kazuki?), född 13 oktober 1986 i Osaka prefektur, är en japansk fotbollsspelare.
Someya började sin karriär 2009 i FC Gifu. Han spelade 165 ligamatcher för klubben. Efter FC Gifu spelade han för Fagiano Okayama, Oita Trinita och Azul Claro Numazu.